# Erik Guay
Erik Guay (Montreal, 5 augustus 1981) is een Canadese alpineskiër, die gespecialiseerd is in de afdaling en de Super G.

## Resultaten

### Wereldkampioenschappen
| Jaar | Plaats                 | Resultaten                            |
| ---- | ---------------------- | ------------------------------------- |
| 2003 | Sankt Moritz           | 6e Afdaling 6e Super G 17e Combinatie |
| 2005 | Bormio                 | 22e Afdaling                          |
| 2007 | Åre                    | 4e Afdaling 6e Super G                |
| 2009 | Val-d'Isère            | 19e Super G                           |
| 2011 | Garmisch-Partenkirchen | Afdaling · DNF1 Super-G               |
| 2013 | Schladming             | 23e Super G                           |
| 2017 | Sankt Moritz           | Super G · Afdaling                    |

### Olympische Spelen
| Jaar | Plaats    | Resultaten                              |
| ---- | --------- | --------------------------------------- |
| 2006 | Turijn    | 4e Super G                              |
| 2010 | Vancouver | 5e Afdaling 5e Super G 16e Reuzenslalom |
| 2014 | Sotsji    | 10e Afdaling DSQ1 Super G               |

### Wereldbeker
Eindklasseringen
| Seizoen   | Algm | AD    | RS  | SG   | SC  |
| --------- | ---- | ----- | --- | ---- | --- |
| 2002/2003 | 79e  | 37e   | -   | 32e  | -   |
| 2003/2004 | 55e  | 28e   | -   | 24e  | -   |
| 2004/2005 | 25e  | 14e   | -   | 15e  | 19e |
| 2005/2006 | 18e  | 11e   | 47e | 6e   | -   |
| 2006/2007 | 12e  | Brons | 49e | 10e  | -   |
| 2007/2008 | 18e  | 12e   | 41e | 6e   | -   |
| 2008/2009 | 22e  | 6e    | -   | 12e  | -   |
| 2009/2010 | 13e  | 13e   | -   | Goud | -   |
| 2010/2011 | 26e  | 14e   | -   | 13e  | -   |
| 2011/2012 | 19e  | 7e    | -   | 12e  | -   |
| 2012/2013 | 18e  | 6e    | -   | 11e  | -   |
| 2013/2014 | 13e  | Brons | -   | 21e  | -   |
| 2015/2016 | 26e  | 13e   | -   | 20e  | -   |
| 2016/2017 | 16e  | 5e    | -   | 9e   | -   |
| 2017/2018 | 116e | -     | -   | 36e  | -   |

Wereldbekerzeges
| Datum            | Plaats                 | Onderdeel |
| ---------------- | ---------------------- | --------- |
| 24 februari 2007 | Garmisch-Partenkirchen | Afdaling  |
| 7 maart 2010     | Kvitfjell              | Super G   |
| 11 maart 2010    | Garmisch-Partenkirchen | Super G   |
| 21 december 2013 | Val Gardena            | Afdaling  |
| 1 maart 2014     | Kvitfjell              | Afdaling  |